# Holger Karlsson
För andra betydelser, se Holger Karlsson (olika betydelser).
Bernt Holger Karlsson, född 2 april 1927 i Trollhättan, död där 19 november 2003, var en svensk tecknare och grafiker. 
Han var son till hemmansägaren Johan Severin Carlson och Gerda Ahlström. Karlsson inledde sina konststudier vid ABC-skolan där han tilldelades ett Parisstipendium 1947. Han fortsatte därefter studierna för Nils Wedel vid Slöjdföreningens skola i Göteborg 1949-1952 och vid Konstakademiens etsarskola i Stockholm 1953-1954 samt under studieresor till Nederländerna, Frankrike och Spanien. Separat ställde han ut på Lilla Paviljongen i Stockholm 1954 och tillsammans med Rudolf Nilsson ställde han ut i Vänersborg. Han medverkade i samlingsutställningar med Borås konstförening och han var representerad vid Nationalmuseums utställning Unga tecknare samt i Svenska institutets utställning i Havanna på Kuba. Hans konst består av porträtt, modellstudier, djur, interiörer, stadsmotiv och landskapsmålningar i blyerts, kol eller rödkrita samt akvatint, litografi och torrnålsgravyr. Karlsson är representerad vid Moderna museet, Göteborgs konstmuseum, Vänersborgs museum, Kalmar konstmuseum, Gustav VI Adolfs samling, Strömstads kommun och i New York.